# جزیره فرگوسن
جزیره فرگوسن (به لاتین: Fergusson Island) یک جزیره در پاپوآ گینه نو است که در استان خلیج میلنه واقع شده‌است. جزیره فرگوسن ۱۳٬۰۰۰ نفر جمعیت دارد و ۲٬۰۷۳ متر بالاتر از سطح دریا واقع شده‌است.